# Okręg wyborczy Maranoa
Okręg wyborczy Maranoa (ang. Division of Maranoa) – jednomandatowy okręg wyborczy do Izby Reprezentantów Australii, położony w stanie Queensland.
Pierwsze wybory odbyły się w nim w 1901 roku, a jego nazwa pochodzi od Maranoa River, rzeki dorzecza Darling.
Od 2016 roku posłem z tego okręgu był David Littleproud z Liberal National Party of Queensland.

## Lista posłów
Lista posłów z okręgu Maranoa:
| okres urzędowania | poseł                | przynależność                        |
| ----------------- | -------------------- | ------------------------------------ |
| 1901–1921         | Jim Page             | Australijska Partia Pracy            |
| 1921–1940         | James Hunter         | Partia Agrarna                       |
| 1940–1943         | Frank Baker          | Australijska Partia Pracy            |
| 1943–1949         | Charles Adermann     | Partia Agrarna                       |
| 1949–1950         | Charles Russell      | Partia Agrarna                       |
| 1950–1951         | Charles Russell      | niezależny                           |
| 1951–1966         | Wilfred Brimblecombe | Partia Agrarna                       |
| 1966–1980         | James Corbett        | Partia Agrarna                       |
| 1980–1990         | Ian Cameron          | Narodowa Partia Australii            |
| 1990–2010         | Bruce Scott          | Narodowa Partia Australii            |
| 2010–2016         | Bruce Scott          | Liberal National Party of Queensland |
| od 2016           | David Littleproud    | Liberal National Party of Queensland |